# Nišava
Nišava je rijeka koja protiče kroz Bugarsku i Srbiju. S dužinom od 218 km najduža je pritoka Južne Morave.

## Bugarska
Nišava izvire ispod vrha Kom na Staroj Planini. Izvorište je u blizini granice sa Srbijom, tako da tok Nišave u Bugarskoj iznosi svega 67 km, bez većih pritoka.
Pošto prolazi kroz selo Ginci, rijeka je poznata i kao Ginska. Tok joj je najprije prema jugu, a onda naglo skreće na zapad u Godečkoj kotlini, prolazi kroz selo Razboište, poslije kojeg formira klisuru. Po izlazu iz kotline, dolazi do sela Kalotina, koje je granični prijelaz između Bugarske i Srbije (Kalotina-Gradina), i nastavlja dalje zapadno kroz Srbiju.

## Srbija
Tekući 151 km uglavnom prema zapadu, Nišava prolazi kroz Dimitrovgrad, Pirot, Belu Palanku, Nišku Banju i kroz Niš. Oko 10 km poslije Niša ulijeva se u Južnu Moravu. Protiče kroz sljedeće kotline: pirotsku, belopalanačku i nišku, i kroz Sićevačku klisuru. U Sićevačkoj klisuri su na Nišavi izgrađene dvije hidroelektrane: Sićevo i Sveta Petka.
Ukupna površina porječja iznosi 3974 km2, od čega je 2737 km2 u Srbiji, a 1237 km2 u Bugarskoj.

## Vanjske poveznice
|  | Zajednički poslužitelj ima još gradiva o temi Nišava |